# Stéphane Gildas
 (janvier 2013).
Si vous disposez d'ouvrages ou d'articles de référence ou si vous connaissez des sites web de qualité traitant du thème abordé ici, merci de compléter l'article en donnant les références utiles à sa vérifiabilité et en les liant à la section « Notes et références ».
Pour les articles homonymes, voir Gildas.
Stéphane Gildas Girard dit Stéphane Gildas, né le 5 juin 1952 à Pontoise et mort le 14 octobre 2013 à Paris, est un acteur et metteur en scène français.

## Biographie
Homme de théâtre, Stéphane Gildas mène sa carrière de comédien (théâtre, cinéma et télévision) avant de se tourner vers l’enseignement et la mise en scène. Professeur d’art dramatique à l’Association culturelle du Premier ministre à Matignon, professeur d’expression orale à l’Académie des hôtesses et du tourisme de Paris et professeur à l’Académie Pierre Cardin[Quand ?], il fonde par la suite l’École d’acteurs Action studio, l’Académie du 7e art, devenue Académie Stéphane Gildas.

## Théâtre

### Mise en scène
- Le Bel Indifférent de Jean Cocteau
- Le Minotaure de Marcel Aymé
- Édouard et Agrippine de René de Obaldia
- Du vent dans les branches de sassafras de René de Obaldia
- Les bottes rouges de Véronique Lindenberg
- Les Vilains de Ruzzante
- Les Fielleux de Daniel Colmar
- Ouverture et final Festival du Film de Paris Théâtre de l'Empire
- Inventaire de Philippe Minyana
- La Drague de Alain Krief
- Les Liaisons dangereuses de Choderlos de Laclos
- Le Dernier Vampire de Sylvie Leriche
- Barouf à Chioggia de Carlo Goldoni
- Lorenzaccio d'Alfred de Musset au théâtre le Trianon (Paris 2008)
- Femmes au bord des talons aiguilles de Gilles Tourman  (Paris 2009)
- Une femme Louise Michel de Giancarlo Ciarapica  (Paris 2010)
- Les Cruellas de Bernard Fripiat (Paris 2010) ; Pittchoun-théâtre Avignon 2011
- Le Bélier d'Abraham de Maurice Zaoui (Paris 2011)
- Les Bottes rouges de Véronique Lindenberg (Paris 2012)
- Auto-Psy de Gérald Gruhn (Paris 2013)

### Comédien
- Ton nom dans le feu des nuées, mise en scène Marcel Maréchal
- Cyrano, Comédie-française
- La farce de Maître Patelin avec Dominique Durvin
- Trottoir d'Alain Pilippe
- Lorenzaccio, Les Tretaux de France Jean Danet

## Filmographie

### Cinéma
- 1978 : On efface tout de Pascal Vidal - Un inspecteur
- 1980 : Comment passer son permis de conduire de Roger Derouillat - Rata
- 1980 : Charlie Bravo de Claude Bernard-Aubert - Blanchet
- 1980 : T'inquiète pas, ça se soigne de Eddy Matalon - Toubib Lyon
- 1981 : Les Bidasses aux grandes manœuvres de Raphaël Delpard - Le volontaire
- 2002 : Blanche de Bernie Bonvoisin - Aramis

### Télévision
- 1978 :  Mazarin de Pierre Cardinal (série TV)
- 1979 : Médecins de nuit de Nicolas Ribowski , épisode : Disco (série télévisée)
- 1981 : Nana de Maurice Cazeneuve (mini-série) - La Faloise
- 1982 : L'Adieu aux as de Jean-Pierre Decourt - André
- 1982 : Marion - épisode Pour une poignée de kilos de Jean Pignol - Boris
- 1982 : Les Cinq Dernières Minutes, épisode : Les pièges de Claude Loursais - Un gendarme
- 1983 : Richelieu ou la Journée des dupes de Jean-Dominique de La Rochefoucauld - Le duc de Mayenne
- 1984 : Sacré Lucien de Bernard Bouthier
- 1984 : Les Enquêtes du commissaire Maigret - épisode : Maigret se défend de Georges Ferraro -  inspecteur Dufour
- 1989 : Tribunal : Episode 28 : Papa sans maman : Michel Brunel
- 1997 : Les Vacances de l'amour - épisode : Maladies d'amour (2/2) (série) : Olivier Altman